# Tesima Siró
Tesima Siró (Hirosima, 1907. február 26. – 1982. november 6.) japán válogatott labdarúgó.

## Nemzeti válogatott
A japán válogatottban 2 mérkőzést játszott, melyeken 2 gólt szerzett.

## Statisztika
| Japán válogatott | Japán válogatott | Japán válogatott |
| Időszak          | Mérk.            | gól              |
| ---------------- | ---------------- | ---------------- |
| 1930             | 2                | 2                |
| Összesen         | 2                | 2                |